# Scripps-alka
A Scripps-alka (Synthliboramphus scrippsi) a madarak osztályának a lilealakúak (Charadriiformes) rendjébe és az alkafélék (Alcidae) családjába tartozó faj.

## Rendszerezése
A fajt J.E. Green és L.W. Arnold írták le 1836-ban, az Endomychura nembe Endomychura hypoleuca scrippsi néven. Egyes szervezetek Synthliboramphus hypoleucus scrippsi néven alfajként tartják nyilván.

## Előfordulása
Észak-Amerika nyugati részén, Kanada, az Amerikai Egyesült Államok és Mexikó területén honos. Természetes élőhelyei a sziklás tengerpartok és szigetek, valamint a nyílt óceán. Állandó, nem vonuló faj.

## Természetvédelmi helyzete
Az elterjedési területe elég nagy, egyedszáma 10000-19999 példány közötti és csökken. A Természetvédelmi Világszövetség Vörös listáján veszélyeztetett fajként szerepel.